# Tuinbouwschool Huis te Lande
Tuinbouwschool Huis te Lande in Rijswijk was de eerste en laatste tuinbouwschool voor meisjes in Nederland. De school is ondergebracht in een villa aan de Huis te Landelaan/Van Vredenburchweg, die werd gebouwd in 1905-1908 naar een ontwerp van Jan Gratama (1877-1947) en Samuel de Clercq (1876-1962) en is een rijksmonument.

## Geschiedenis

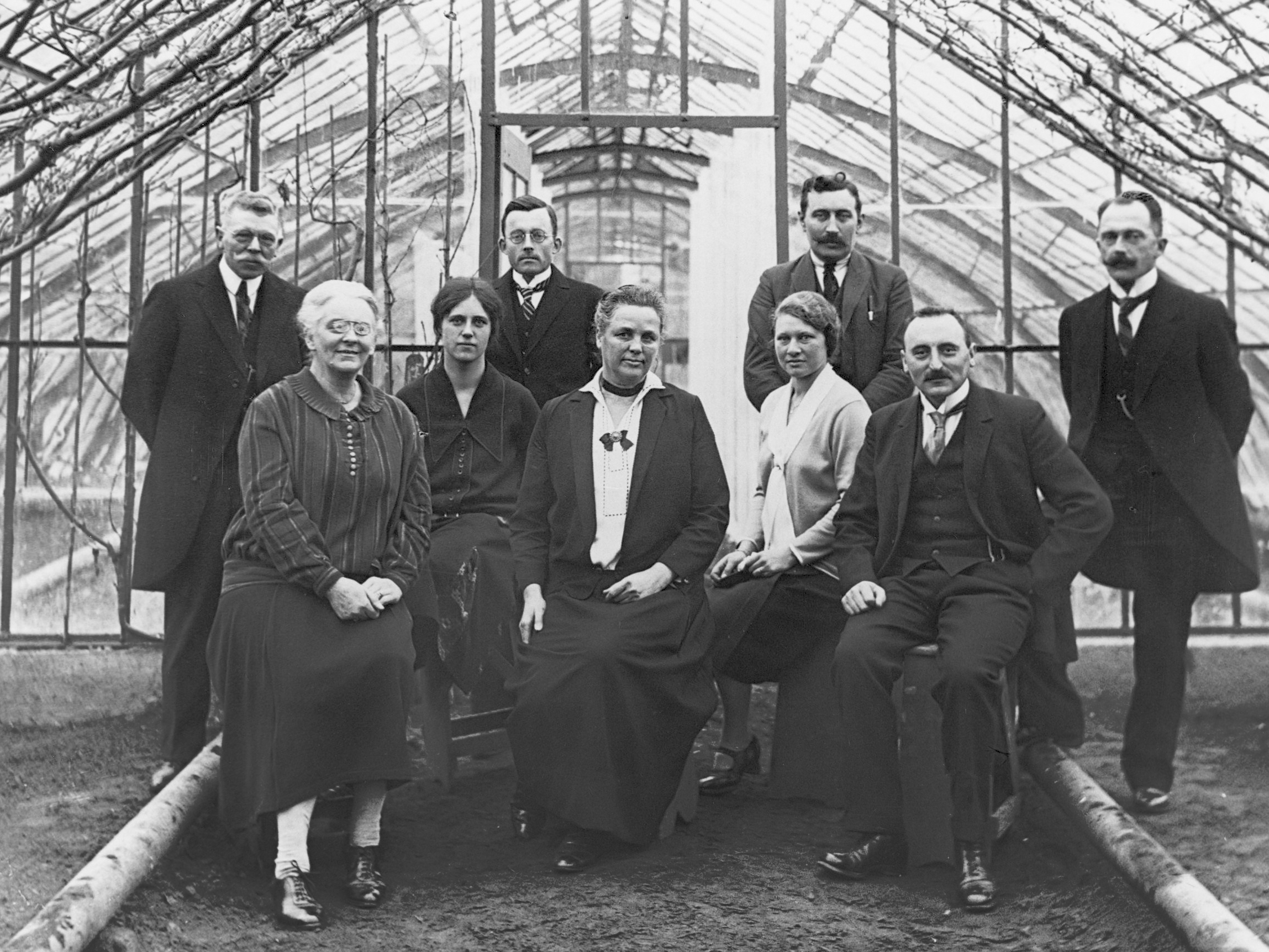
Leerkrachten en bestuur van de meisjes tuinbouwschool Huis te Lande. In het midden directrice mevr. Jacoba Hingst (circa 1935)

De oprichtster en directrice, Jacoba Hingst, behoorde tot de aangetrouwde familie van De Clercq. In het begin van de twintigste eeuw waren er weliswaar veel vrouwen werkzaam in de land- en tuinbouw, maar voor de opleidingen werden alleen jongens toegelaten.
Jacoba Hingst kocht uit idealisme (zij was antroposofe) met haar eigen vermogen drie hectare land van de gemeente Rijswijk aan de Van Vredenburchweg, waarop ze een villa liet bouwen die als school moest dienen. Op het land werden broeikassen, schuren, een tuinmanswoning, een oranjerie met een groente- en vruchtenkelder en een druivenkas gebouwd. De school was bedoeld voor jongedames van de gegoede stand. In 1907 ging de school open. Het lesgeld bedroeg 300 gulden per jaar. Ook werd het mogelijk gemaakt om, voor een lesgeld van 700 gulden per jaar, 'intern' te gaan. Hiertoe werd de villa deels verbouwd. Hingst liet voor zichzelf een huis bouwen achter op het terrein, 'Huis te Velde'. 
Hingst verzorgde naast haar directeurschap de theorielessen, Cornelia Pompe gaf de praktijklessen. Ook werden excursies georganiseerd naar kwekerijen, tuinen, parken en veilingen.

Lerares Neurdenburg in de kas, Tuinbouwschool Huis te Lande, Rijswijk. Foto S. Frank, 1930

Het eerste jaar waren er twee leerlingen, in 1915 elf. Met de invoering van de Mammoetwet (1968) nam het aantal leerlingen snel toe. Vanaf 1921 kreeg de school subsidie van ministerie van Landbouw, Nijverheid en Handel, het jaar daarna werden de salarissen door het ministerie gegarandeerd, en vanaf 1934 werd het diploma erkend door het ministerie.
Door Huis te Lande werd ook een periodiek uitgegeven, 'De tuinvrouw'. 
Met ingang van 1985 werden ook jongens toegelaten. Sinds 2000 behoort de schoollocatie tot het Wellantcollege.